# Edgar Vallet
Edgar Vallet (Pontarlier, 26 giugno 2000) è un combinatista nordico francese.

## Biografia
Originario di Montperreux e attivo dal marzo del 2014, Edgar Vallet ha esordito in Coppa del Mondo il 4 marzo 2018 a Lahti in un'individuale Gundersen dal trampolino lungo (49º); ai Mondiali juniores di Oberwiesenthal 2020 ha vinto la medaglia d'argento nella gara a squadre e ai Mondiali di Trondheim 2025, sua prima presenza iridata, si è classificato 36º nel trampolino normale, 40º nel trampolino lungo e 7º nella gara a squadre. Non ha preso parte a rassegne olimpiche.

## Palmarès

### Mondiali juniores
- 1 medaglia:
  - 1 argento (gara a squadre a Oberwiesenthal 2020)

### Coppa del Mondo
- Miglior piazzamento in classifica generale: 64º nel 2019